# Sassacus vitis
Sassacus vitis là một loài nhện trong họ Salticidae.
Loài này thuộc chi Sassacus. Sassacus vitis được Cockerell miêu tả năm 1894.

## Hình ảnh

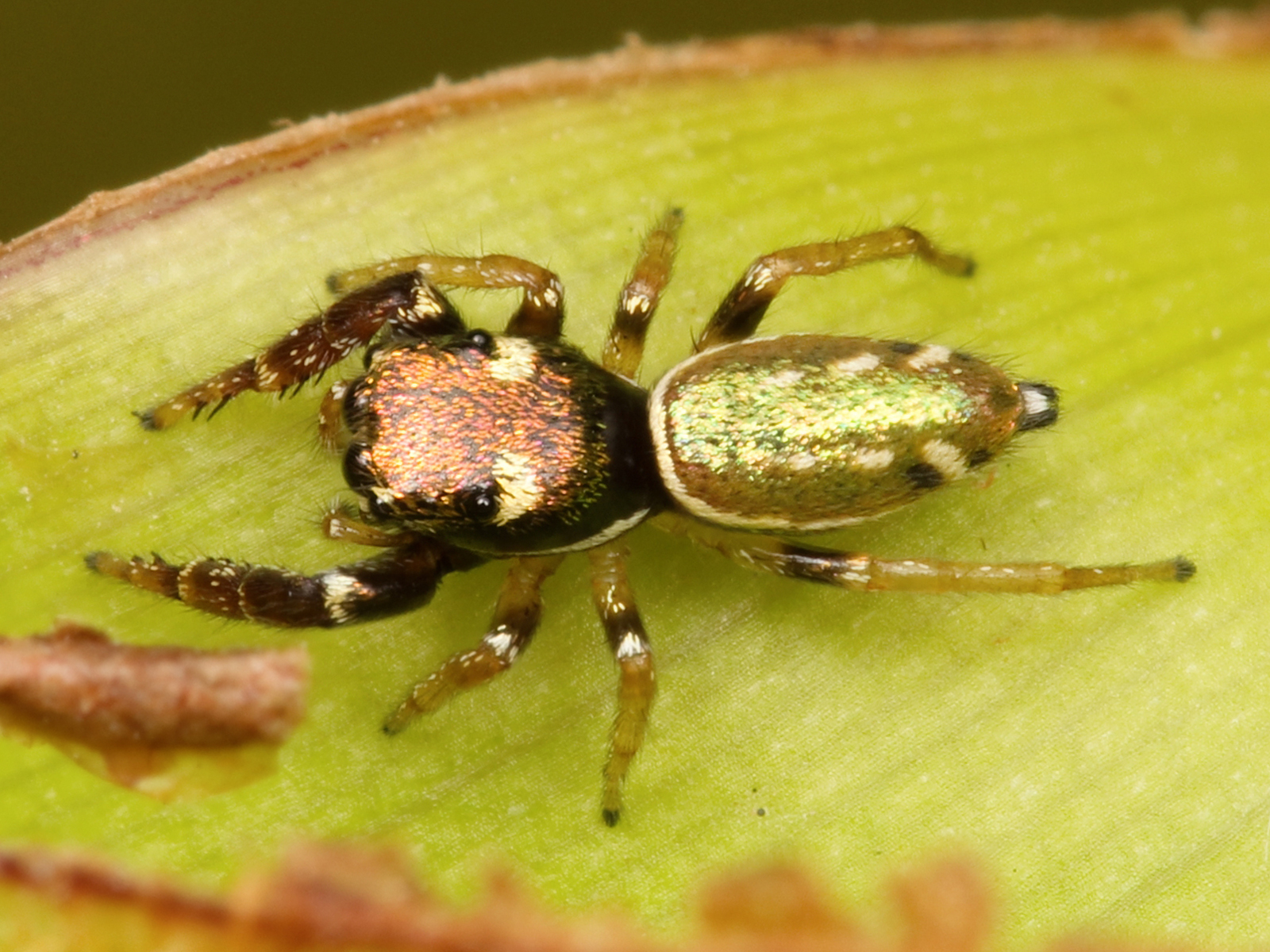
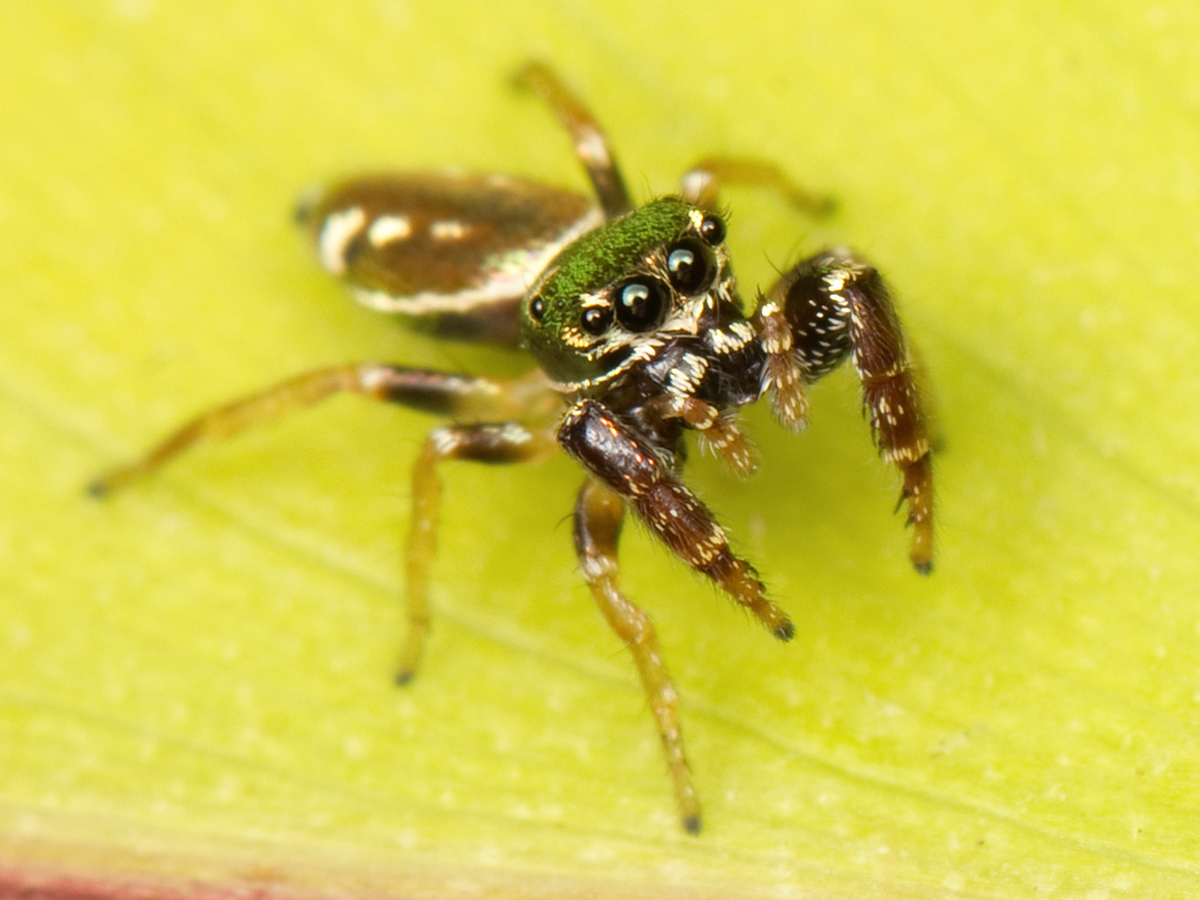
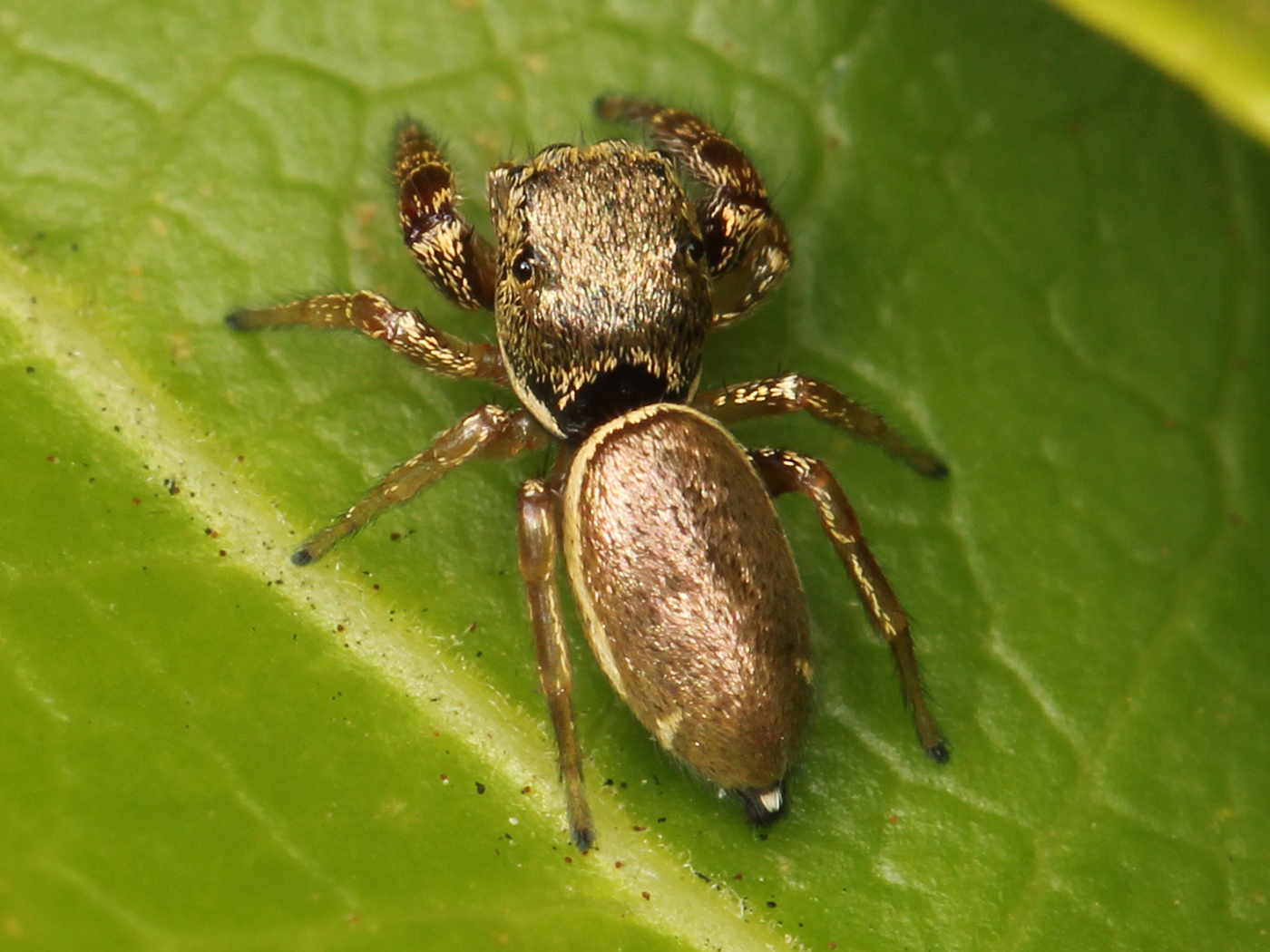
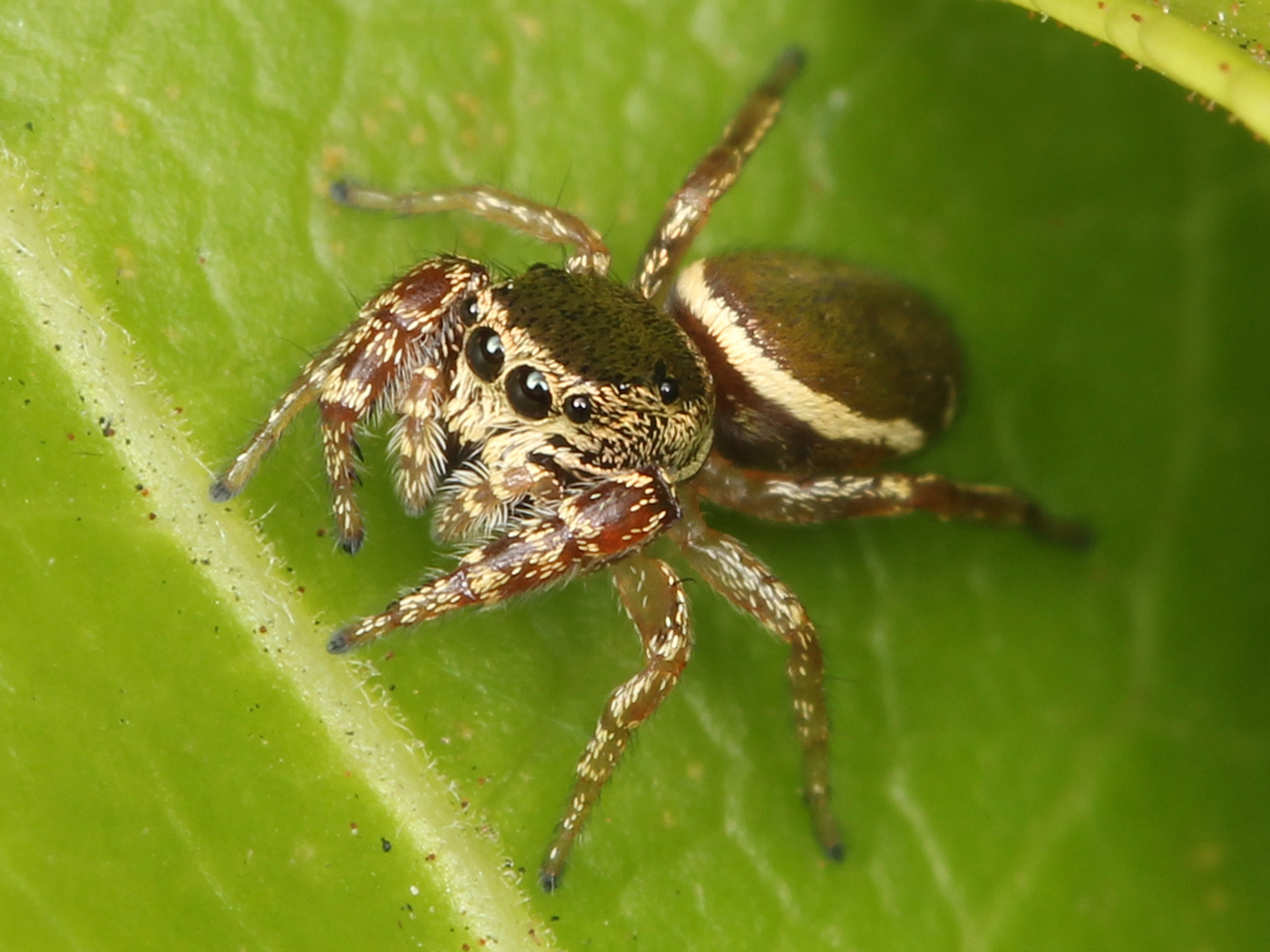